# Хиброн (Висконсин)
Хиброн (енгл. Hebron) насељено је место без административног статуса у америчкој савезној држави Висконсин.

## Демографија
По попису из 2010. године број становника је 224, што је 19 (-7,8%) становника мање него 2000. године.
| Група             | 2000.       | 2010.       |
| Белци             | 232 (95,5%) | 218 (97,3%) |
| Афроамериканци    | 1 (0,4%)    | 1 (0,4%)    |
| Азијати           | 0 (0,0%)    | 0 (0,0%)    |
| Хиспаноамериканци | 5 (2,1%)    | 1 (0,4%)    |
| Укупно            | 243         | 224         |